# チェロソナタ (プロコフィエフ)
チェロソナタ ハ長調作品119は、セルゲイ・プロコフィエフの晩年の作品で、唯一のチェロソナタ。1947年から1949年にかけて、バレエ音楽『石の花』と並行して作曲された。晩年のプロコフィエフは、ムスティスラフ・ロストロポーヴィチの演奏に接してチェロに対する関心を深め、ロストロポーヴィチの協力の下にいくつかのチェロ曲を手掛けたが、完成したのはこの作品と交響的協奏曲作品125（チェロ協奏曲第1番作品58の改作）の2作で、チェロ小協奏曲作品132と無伴奏チェロソナタ作品134が未完に終わった。
初演は1949年12月6日、ソ連作曲家同盟第3回総会でロストロポーヴィチのチェロ、スヴャトスラフ・リヒテルのピアノにより行われた。これは非公開のもので、公開の初演は翌1950年3月1日、モスクワ音楽院小ホールで同じ演奏者により行われた。

## 楽曲構成
3楽章からなる。演奏時間は約22分。
- 第1楽章　アンダンテ・グラーヴェ　ハ長調　4分の3拍子。自由なソナタ形式。
- 第2楽章　モデラート　ヘ長調　4分の4拍子。三部形式のスケルツォ。
- 第3楽章　アレグロ・マ・ノン・トロッポ　ハ長調　2分の2拍子。ソナタ形式。